# Le Mesnil-Robert
Le Mesnil-Robert é uma comuna francesa na região administrativa da Normandia, no departamento Calvados. Estende-se por uma área de 4,06 km². Em 2010 a comuna tinha 195 habitantes (densidade: 48 hab./km²).